# Cantó de Castèlnòu de Les

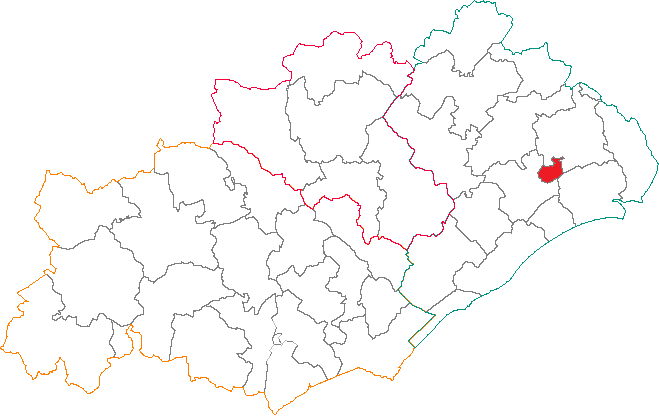
El cantó de Castèlnòu de Les a l'Erau

El cantó de Castelnau-le-Lez és un cantó francès del departament de l'Erau, a la regió del Llenguadoc-Rosselló. Forma part del districte de Montpeller, té 2 municipis i el cap cantonal és Castèlnòu de Les.

## Municipis

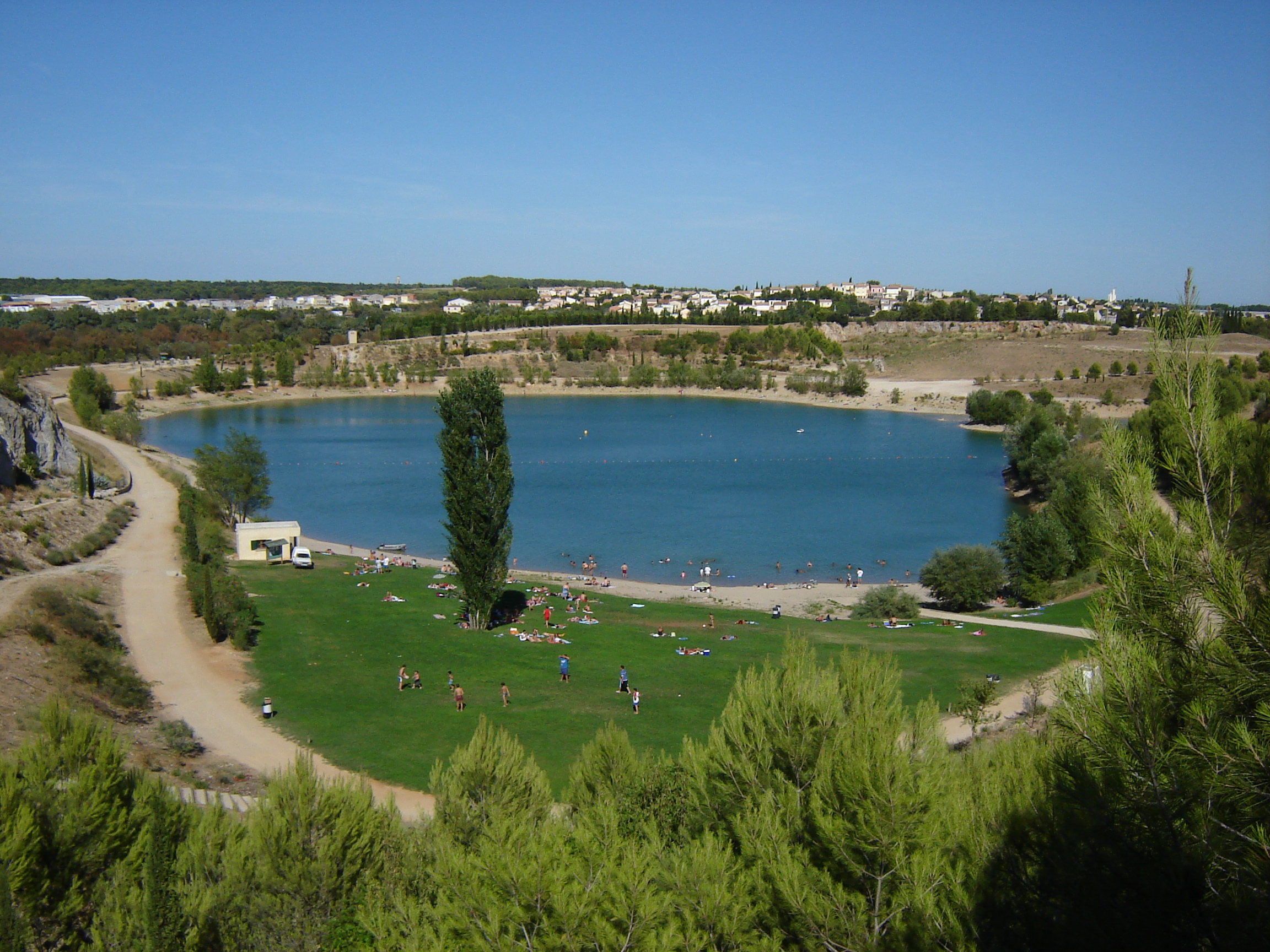
El llac de Lo Crèç

- Castèlnòu de Les,
- Lo Crèç.